# Monster Hunter Orage
Monster Hunter Orage (モンスター ハンター オラージュ, Monsutā Hanta Orāju) É um mangá criado por Hiro Mashima o mesmo autor de Fairy Tail e Rave Master. Baseado na série Monster Hunter de videogames da Capcom, Monster Hunter Orage foi lançado pela editora Kodansha na revista Shonen Rival mensal em Abril de 2008 e lançado no Brasil pela editora JBC em setembro de 2010 .

## Enredo
A história se passa em um mundo de fantasia cheio de monstros e aventureiros chamados Monster Hunters, que como o próprio nome indica, é dedicado a caçar monstros. O enredo gira em torno de um jovem de Hunter, chamado Shiki, que se torna um aprendiz de um mestre Hunter chamado Gurelli. Alguns anos após a morte de Gurelli, que foi devido a um acidente com pólvora, Shiki chega a uma cidade para se juntar a guilda de lá. Nessa profissão, conhece uma garota chamada Irie, após uma série de acontecimentos, ele descobre que ela é a filha de seu professor. A partir desse momento, parte de um grupo que busca encontrar o lendário Miogarna, um dragão lendário também conhecido como Sparkle Dragon.

## Personagens
* Shiki Ryūhō (シキ・リュウホウ, Shiki Ryūhō)
O protagonista da história e aluno de Gurelli. É um Seal Hunter (Hunters especiais que passam em uma prova para ganharem direito de caça sem aviso prévio, mas necessitando de aviso posterior, e para caçar Miogarna). Geralmente não escuta as pessoas(especialmente Irie), muitas vezes fazem todos os nomes estranhos, tem uma memória muito fraca e faz uma piadas horríveis, mas ainda é um grande caçador tem as espadas duplas Dual Wind Blade "Thunderstorm" que lhe foi dada por seu professor e reforçada por Sakuya.
* Irie Jescar (アイリィ, Airii)
É a filha de Gurelli geralmente trabalha sozinha. Tem um temperamento muito ruim que sempre acaba descontando em Shiki. No começo ela diz que não tem parceiro nenhum, viajando com Shiki apenas porque os objetivos são os mesmos. Mas logo ela acaba defendendo o grupo e declarando definitivamente a união dos três. Sua arma é a Long Sword: Eager Cleaver.
 * Sakuya (サクヤ, Sakuya)
É a filha de um ferreiro amigo de Gurelli, se junta à equipe ajudando a melhorar ou reparar os equipamentos de seus colegas. É a única a rir das piadas de Shiki e segue o exemplo de suas loucuras. Seu objetivo é criar a melhor arma no mundo. Sua arma é a Light Bowgun: Justice Shot.
 * Gurelli Jescar (グレリィ, Gurerii)
Não se sabe muito sobre ele. Apenas que era pai de Irie, mestre de Shiki e grande amigo do pai de Sakuya. Passou seu posto de Seal Hunter para Shiki. Morreu de repente num acidente de explosivos.
* Kuron (クーロン, Kūron)

* Shadow (シャドウ, Shadō)
Gordon